# 体重
体重指的是人体（有时也指动物体）的质量，严格地说不是重量。常见衡量单位为千克、斤、磅等。是在医学、人体测量学、考古学和体育方面的有用参数。

## 出生体重

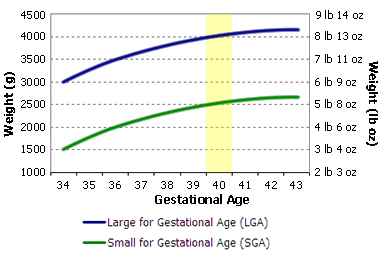
新生儿体重与胎龄的关系

目前医学上认为，新生儿体重的正常范围是2.5-4千克。1.5-2.5千克内为低出生体重，1-1.5千克为小于极低体重，小于1千克为超低体重。高于4千克的称为巨大儿。
早產兒比足月婴儿的体重要轻。所以又根据胎龄与体重的关系分为小于胎龄儿（出生体重在同胎龄平均体重的第10百分位以下），适于胎龄儿和大于胎龄儿（同胎龄平均体重的第90百分位以上）。
低出生体重容易发生低血糖、低血钙等问题，并和以后的健康不良有正相关关系。极低和超低体重则需要特别护理。巨大儿为遗传、母亲营养过多或糖尿病导致，可能导致分娩困难和以后的健康问题。

## 儿童体重
婴儿出生后最初几天有生理性的体重减轻（<10%），在7—10天应该恢复出生体重。此后体重逐渐增加，但增加的速度减慢。头3个月平均每天增加25—35克，前半年每天20克，后半年每天17克。1岁以后平均年增加2千克，学龄期年增加<2千克。此后在青春期又有一个身高和体重都增长的过程。
儿童期的体重和体重增长速度是衡量营养和发育情况的标志。不足或超常一般按照和同年龄、同性别人群体重分布的标准差来衡量。
2006年4月27日，世界卫生组织发布了新的生长曲线用于评估儿童的成长状况，此标准采集了1997年至2003年，巴西、加纳、印度、挪威、阿曼和美国的大约8500个样本，要求都是母乳喂养，且在健康环境下生长的儿童。这个生长标准试图证实儿童头五年的生长差异性主要是受营养、喂食方式、环境及健康照顾的影响，而不是受基因或人种的影响，从而适用于全世界各地的婴幼儿。

## 成人体重
健康成年人的体重一般在几公斤的范围内上下波动。近期饮食出汗情况、摄入咖啡因等利尿成分、和女性在月經期间受内分泌影响下的水潴留等都会影响体重。更大范围内的突然增重或减轻则可能意味着代谢异常或疾病的存在。
女性怀孕期间应该定期测量体重的增长速度以监控孕程进展。
对于不同的成年人，合适的体重范围由于身高不同而不一样。判断成人是否过轻或过重的常用标准是身高體重指數（BMI）。然而BMI最早是为不从事体力劳动的人设计的，只衡量总体重而不区分肌肉和脂肪，對於有進行重量訓練或體力勞動的人來說，因肌肉比例大，有可能造成BMI較高，所以不能用来当作诊断肥胖症的唯一标准。

## 体育运动中的体重
拳击、摔跤、柔道、舉重等体育競賽项目中，身体重的运动员占有相当优势。为了公平起见，这些比赛往往把参加者按体重分级，分开竞争。